# Ủy ban Chấp hành Trung ương Đảng Cộng sản Trung Quốc khóa IV
Ủy ban Chấp hành Trung ương Đảng Cộng sản Trung Quốc khóa IV (tiếng Trung: 中国共产党第四届中央执行委员会) là Ủy ban Trung ương Đảng do Đại hội Đại biểu Toàn quốc Đảng Cộng sản Trung Quốc lần thứ IV bầu ra. Ủy ban Chấp hành có nhiệm kỳ từ 1/1925 đến 4/1927.

## Ủy viên
Cơ cấu tổ chức:
- Ủy viên trưởng Ủy ban Chấp hành Trung ương Đảng: Trần Độc Tú
- Ủy viên Ủy ban Chấp hành Trung ương Đảng (9 ủy viên):

Trần Độc Tú; Lý Đại Chiêu; Thái Hòa Sâm; Trương Quốc Đảo; Hạng Anh; Cù Thu Bạch; Bành Thuật Chi; Đàm Bình Sơn; Lý Duy Hán
| Trần Độc Tú | Lý Đại Chiêu | Thái Hòa Sâm | Trương Quốc Đảo | Hạng Anh | Cù Thu Bạch | Bành Thuật Chi | Đàm Bình Sơn | Lý Duy Hán |

- Ủy viên Dự khuyết Ủy ban Chấp hành Trung ương Đảng (5 ủy viên)：

Đặng Bồi; Vương Hạ Ba; La Chương Long; Trương Thái Lôi; Chu Cẩm Đường
| Đặng Bồi | Vương Hạ Ba | La Chương Long | Trương Thái Lôi | Chu Cẩm Đường |

## Hội nghị Toàn thể Trung ương
| Phiên họp toàn thể | Bắt đầu-Kết thúc | Thời gian | Nội dung chính |
| --- | ---------------- | --------- | --- |
| Hội nghị khẩn cấp Thượng Hải | 28-31/5/1925     | 4 ngày    | Hội nghị diễn ra trong bối cảnh Đế quốc cùng Chính phủ Quốc Dân đảng đàn áp, khủng bố các cuộc biểu tình của công nhân, học sinh, sinh viên. Hội nghị đã thành lập Liên hiệp Công thương học Thượng Hải với mục đích lãnh đạo nhân dân Thượng Hải đấu tranh cách mạng; Thúc đẩy "ba cuộc đình công" đấu tranh cách mạng tại các thành phố lớn trên cả nước. Hội nghị cũng nhất trí thành lập "Nhiệt huyết nhật báo" do Cù Thu Bạch biên tập                                          |
| Hội nghị mở rộng Ủy ban Chấp hành Trung ương Đảng lần thứ 2                                                                       | 28/9-2/10/1925   | 6 ngày    | Hội nghị thảo luận một số nội dung chính sau: - Phân tích xu hướng phát triển mang tính cách mạng từ Phong trào 30/5 và các giai cấp khác nhau trong phong trào cách mạng. - Xác định chính sách đối với Quốc Dân Đảng. Cuộc họp đã quyết định tiếp tục chính sách hợp tác với Quốc Dân Đảng. - Chỉ ra mối quan hệ giữa nông dân và cuộc cách mạng, và nâng cao vấn đề cải cách đất đai nông dân. - Mở rộng, phát triển Đảng Cộng sản Trung Quốc thành một khối thống nhất lớn mạnh. |
| Hội nghị đặc biệt Bắc Kinh | 21-24/2/1926     | 4 ngày    | Hội nghị đã thông qua một số nội dung sau: - Thành lập Ủy ban Quân sự. Phát triển địa bàn về phía bắc. - Triệu tập Hội nghị mở rộng Ủy ban Chấp hành Trung ương Đảng lần thứ 3 - Tiếp tục hợp tác với Quốc Dân đảng. - Đặt trụ sở hoạt động một số cơ quan Trung ương. |
| Hội nghị mở rộng Ủy ban Chấp hành Trung ương Đảng lần thứ 3                                                                       | 12-18/7/1926     | 9 ngày    | |
| Hội nghị Khu ủy Quảng Đông và Cục Viễn Đông Quốc tế Cộng sản                                                                      | 12/8/1926        | 1 ngày    | |
| Hội nghị Liên tịch Cục Viễn Đông Quốc tế Cộng sản và Ủy ban Đặc biệt Trung ương Đoàn đại biểu Trung ương Đảng Cộng sản Trung Quốc | 20/8/1926        | 1 ngày    | |
| Hội nghị Liên tịch Cục Viễn Đông Quốc tế Cộng sản và Ủy ban Trung ương Đảng Cộng sản Trung Quốc                                   | 16/9/1926        | 1 ngày    | |
| Hội nghị Liên tịch Cục Viễn Đông Quốc tế Cộng sản và Ủy ban Cục Chính trị Trung ương Đảng Cộng sản Trung Quốc                     | 20/9/1926        | 1 ngày    | |
| Hội nghị Liên tịch Ủy ban Cục Viễn Đông Quốc tế Cộng sản và Ủy ban Trung ương Đảng Cộng sản Trung Quốc                            | 28/10/1926       | 1 ngày    | |
| Hội nghị đặc biệt Hán Khẩu | 13/12/1926       | 1 ngày    | |
| Hội nghị đặc biệt Trung ương | 5/3/1927         | 1 ngày    | |
| Hội nghị Cục Trung ương | 20/4/1927        | 1 ngày    | |